# Albanien vid världsmästerskapen i friidrott 2022
Albanien tävlade vid världsmästerskapen i friidrott 2022 i Eugene i USA mellan den 15 och 24 juli 2022. Albanien hade en trupp på en idrottare.

## Resultat
Gång- och löpgrenar
| Idrottare  | Gren                        | Försöksheat | Försöksheat | Final        | Final     |
| Idrottare  | Gren                        | Resultat    | Placering   | Resultat     | Placering |
| ---------- | --------------------------- | ----------- | ----------- | ------------ | --------- |
| Luiza Gega | Damernas 3 000 meter hinder | 9.14,91     | 6 0Q0       | 9.10,04 0NR0 | 5         |